# Moderat
Moderat — музичний електронний гурт із Берліна, Німеччина до складу якого входять учасники Modeselektor Гернот Бронсет (Gernot Bronsert) Зебастьян Шарі (Sebastian Szary),  та Са́ша Рінг (більш відомий, як Apparat). Станом на березень 2024 року гурт випустив чотири студійні альбоми, останній з яких — «More D4ta», що вийшов 13 травня 2022 року. У серпні 2017 року Moderat брали перерву, яка закінчилась в жовтні 2021 року.

## Історія

### Заснування на перший реліз (2000—2003)
Історія заснування гурту бере свій початок в 2000 році. Учасники гурту Modeselektor Гернот Бронсет та Зебастьян Шарі познайомилися із Сашою Рінг під час міні-фестивалю в одному із берлінських клубів. Під час підготовки до одного з виступів Гернот та Зебастьян згадують:«Під час саундчеку ми налаштовували наш матеріал та побачили Сашка. Ми подумали: "О, дивись, цей хлопець грає тільки з ноутбука, і в нього приголомшливий міді-контролер"»
В той час кожен із учасників веде активну музичну діялість: Modeselektor підписує контракт із Bpitch Control, виступає в клубах та на вечірках, а згодом, в 2002 році випускає свій перший міні-альбом "In Loving Memory"; в 2001 році Саша Рінг випускає перший альбом під назвою Multifunktionsebene на лейблі Shitkatapult. Як зізнаються музиканти, їх стиль різниться одне від одного:«Ми дуже різні в музичному плані — Саша грав спокійнішу музику, а ми — гучнішу, але після того, як ми зустрілися, ми зрозуміли, що всім трьом подобається плисти проти течії. І ось ми вирішили робити музику разом.»
Музиканти часто виступають разом, багато часу проводять в студії, діляться ідеями та навичками поводження з обладнанням, а потім дають кілька пробних концертів з метою протестувати на публіці нову музику. Артисти продовжували грати разом випадкові шоу, що своєю чергою стало початком Moderat. В інтерв'ю 
Electronic Beats за 2013 рік, Зебастьян Шарі пригадує:«Головне було те, що програмне забезпечення, яке Саша використовував у цей час, могло грати разом із трьома ноутбуками та мережею, це було до виходу Ableton Live, і можна було грати з трьома машинами синхронно.»
У 2003 році гурт випускає перший студійний реліз «Auf Kosten Der Gesundheit» (що в перекладі як „Ціною здоров'я“) на BPitch Control.

### Перший студійний альбом (2003—2009)
Перш ніж об'єднати зусилля для запису однойменного дебютного LP у квітні 2009 року, учасники Moderat зосередилися на власних проєктах. 2005 року Modeselektor випустив дебютний альбом «Hello Mom!» на лейблі BPitch Control і став фаворитом Тома Йорка із  гурту Radiohead, який брав участь у їхньому наступному альбомі 2007 року Happy Birthday!. Гурт Modeselektor виступав "на розігріві" у Radiohead під час концерту в Познані та Празі. Том Йорк в одному зі своїх інтерв'ю повідомив, що Moderat — його один із улюблених берлінських колективів.
Moderat, інтерв'ю виданню Fresh Good Minimal, 25 травня 2009 року
Тим часом Apparat випустив два альбоми, які отримали визнання критиків — «Orchestra of Bubbles» 2006 року з Ellen Allien та «Walls» 2007 року.
За час перерви в діяльності проєкту в кожного з музикантів залишились деякі незакінчені треки. У 2007 колектив почав збирати ідеї для створення свого першого студійного альбому.
Запис однойменного альбому Moderat, троє музикантів розпочали з оренди легендарної берлінської студії Hansa Tonstudio, щоб записати альбом в аналоговому форматі за допомогою студійної технології вінтажних ламп та старої консолі EMI 1972 року, відреставрованої спеціально для Moderat. Американський дизайнер програмного забезпечення Джошуа Кіт Клейтон (англ. Joshua Kit Clayton) був найнятий для програмування алгоритму реверберації спеціально для процесу запису цього альбому. Крім того, на перших етапах запису альбому Сарі та Бронсерт купили ревербератор EMT Model 140 на інтернет-аукціоні. 
Альбом також був доступний у вигляді обмеженого тиражу DVD, який видав берлінський колектив художників Pfadfinderei. На DVD були представлені музичні кліпи та ексклюзивніший контент. Pfadfinderei також створювали візуальні ефекти для всіх живих виступів Moderat. Згодом тріо вирушило в турне в підтримку дебютної платівки, яке тривало близьно 2,5 роки.
Реліз дебютної платівки відбувся 21 квітня 2009 року на лейблі BPitch Control та складався із 13 треків + 2 бонусних. До запису альбому було залучено різних вокалістів: американський репер та продюсер Busdriver записав вокальну партію для треку BeatsWaySick; домініканський виконавець в стилі регі Paul St. Hilaire брав участь в записі до пісні Slow Match; Dellé (він же Eased) з німецької групи Seeed допомагав в створенні композиції "Sick With It".
У 2009 році читачі онлайн-видання про електронну музику Resident Advisor обрали Moderat №1 у номінації «Найкращий живий виступ року».

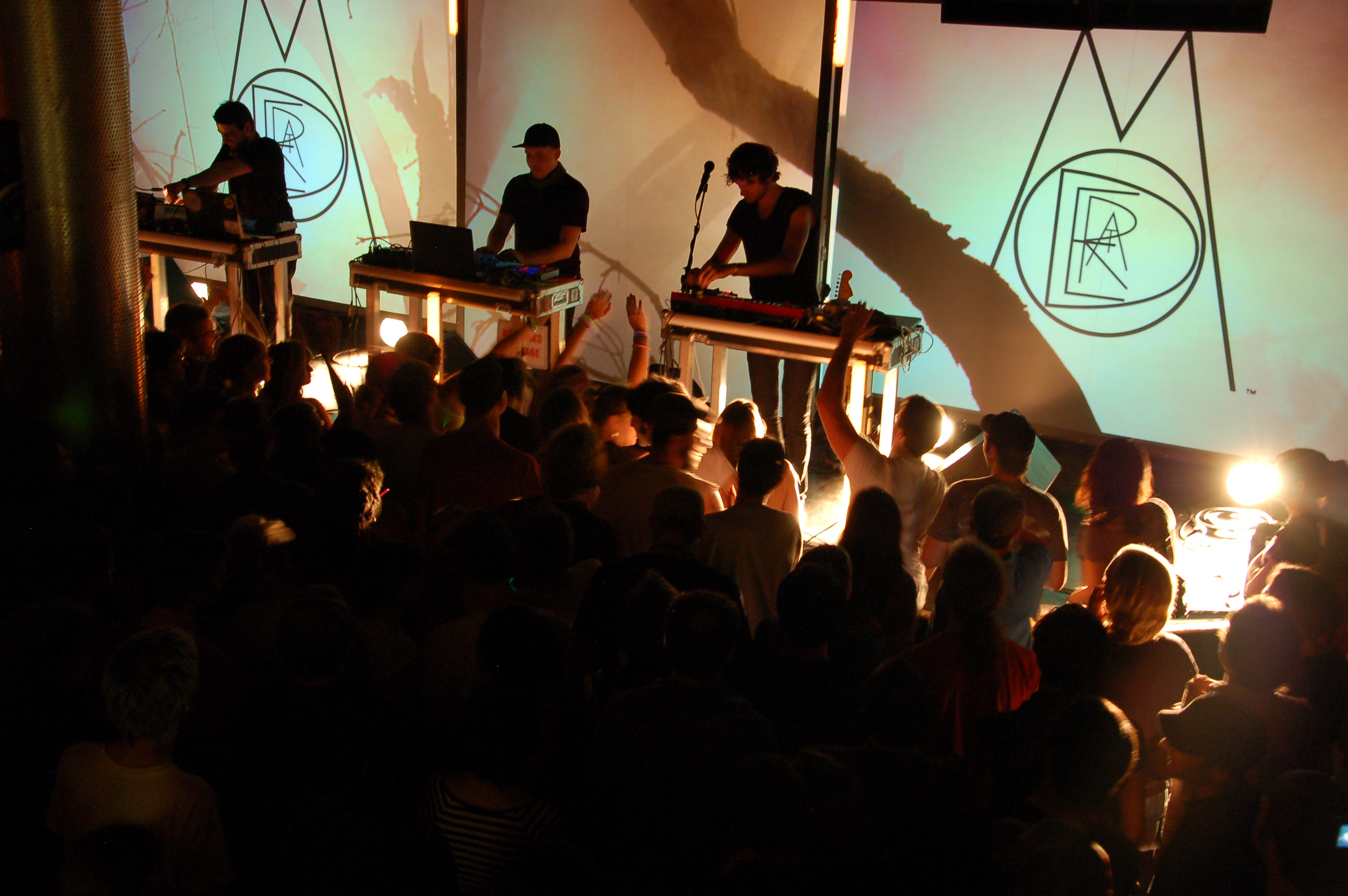
Moderat під час виступу, травень 2009

### Другий студійний альбом (2012—2014)
Після закінчення туру, Modeselektor та Apparat присвятили час сольним проєктам. 2011 року Apparat випустив свій четвертий альбом «The Devil's Walk», а через два роки «Krieg und Frieden» (Війна і мир) — саундтрек до театральної адаптації однойменного роману Льва Толстого. Modeselektor створили власний лейбл Monkeytown Records і випустили свій третій студійний альбом «Monkeytown» у 2011 році.
На рубежі 2012/2013 років розпочалася робота над новим спільним альбомом, про завершення якого було офіційно оголошено наприкінці січня 2013. Музиканти працювали над «II» загалом шість місяців. За півтори місяці до релізу альбом невідомо ким був "злитий" в інтернет. Гернот в інтерв'ю виданню Vice заявив, що гурт перед релізом випустив 30 промо альбомів, ймовірно один із них потрапив у „ненадійні руки“.
Другий альбом Moderat, II вийшов онлайн 2 серпня 2013 року та 6 серпня 2013 року на фізичних носіях на лейблах Monkeytown Records та розповсюджувався в Північній Америці компанією Mute Records. Першим відео із альбому було «Bad Kingdom» — ілюстрований твір, знятий і спродюсований Pfadfinderei, про молодого британця в Лондоні 1966 року, який мандрує жадібним злочинним світом. В січні 2014 року гурт презентував кліп на трек «Last Time».
Загалом критики високо оцінили альбом гурту. На профільному сайті Metacritic його рейтинг становить 74 бали зі 100. Відповідно до класифікації сайту, платівка отримала «загалом сприятливі відгуки».
В підтримку альбому музиканти поїхали у великий тур Європою, Північною Америкою та іншими регіонами. Як і у випадку з туром на підтримку першого альбому, дизайнерський колектив Pfadfinderei забезпечив візуальну підтримку у вигляді відеороликів та аранжування сценічного шоу. На початку вересня 2013 року Саша Рінг травмувався у ДТП на мотоциклі, що стало причиною перенесення дати концертів із осені на січень та лютий наступного року.
В жовтні 2013 року міжнародна організація ЮНІСЕФ використала композицію «Gita» у відеоряді інформаційної кампанії #ENDViolence, спрямованої на боротьбу з домашнім насильством. Також частина першого треку з альбому The Mark (Interlude), була використана в науково-фантастичному фільмі жахів Анігіляція.
На відміну від першого альбому, в якому брали участь Busdriver, Paul St. Hilaire та Dellé, «II» не містить колаборацій.

### Третій студійний альбом (2014—2017)

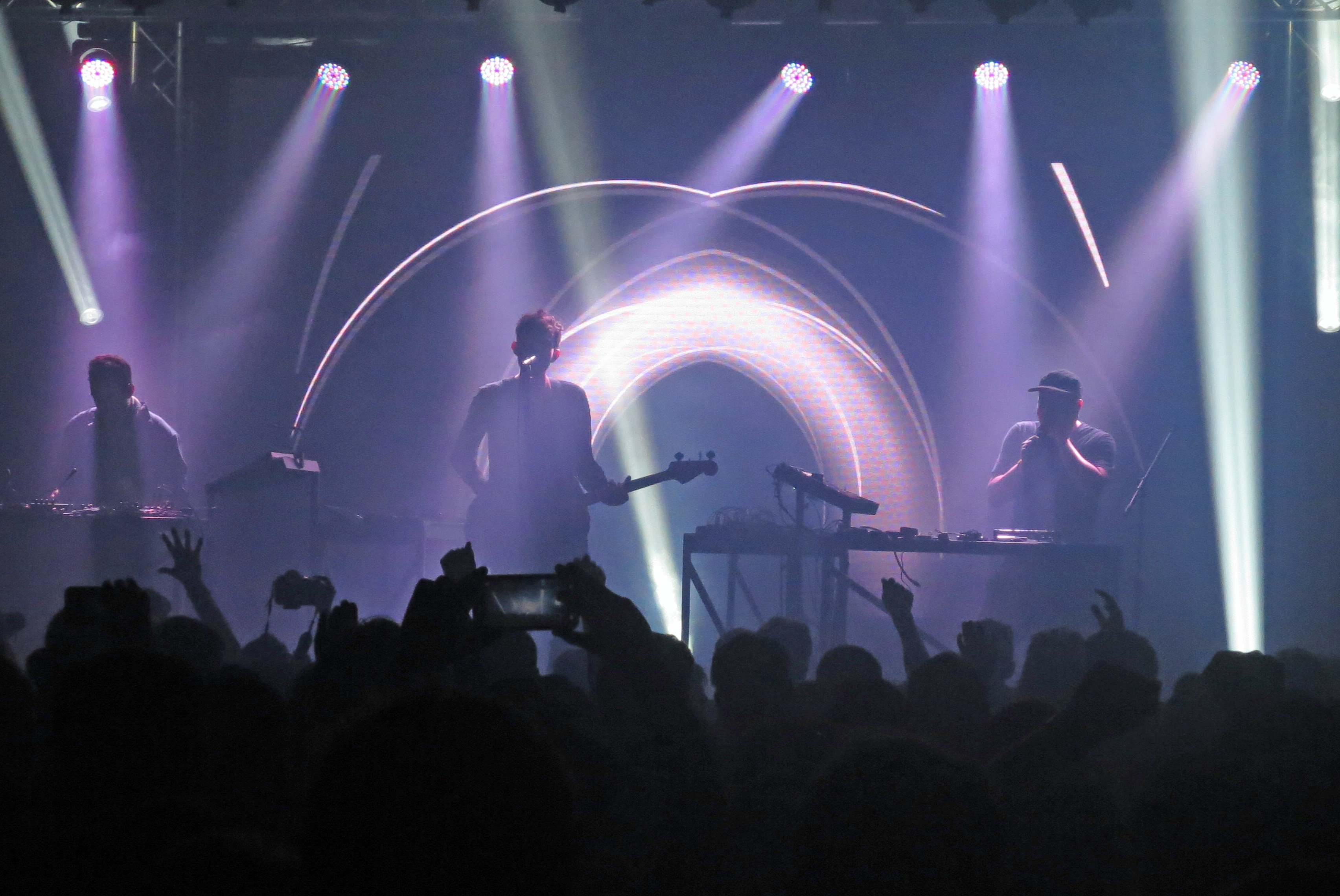
Moderat в Чикаго, 21 травня 2016

У вересні 2014 року музиканти почали роботу над третім студійним альбомом. Першим синглом стала композиція «Reminder». В січні 2016 року стало відомо що майбутня платівка вийде 1 квітня того ж року. Відповідний тизер гурт розмістив на популярному відеохостингу YouTube.
„Коли ми записували Reminder, ми всі мали на увазі, що вокал буде прямим і сухим. У поп-музиці голос завжди вищий за всі елементи, а інструментальна частина лише підтримує його. У III ми знайшли хороший баланс між вокалом та інструменталом, як у металі, і в цьому велика різниця між нашою музикою та поп-музикою.“
29 березня 2016 року в Німеччині та 1 квітня 2016 року в інших країнах вийшов третій альбом гурту Moderat «III». 7 жовтня Модерат випустив кліп на пісню «Eating Hooks». 
За словами вокаліста гурту Саши Рінг, в третьому альбомі частина текстової складової була взята із релігійних книг. Половина текстів цього альбому взята з Корану.
15 вересня 2016 року колектив вперше виступив у Києві. Концерт відбувався на вертолітному майданчику КВЦ "Парковий". У серпні 2017 року Moderat оголосили, що беруть перерву на невизначений термін після того, як їхнє світове турне 2017 року закінчилося у вересні в Берліні.

### «MORE D4TA» (2021—До сьогодні)
В жовтні 2021 року Moderat опублікував на своїй сторінці в Instagram допис під назвою «MORE D4TA», вказуючи на те, що перерва підійшла до кінця. 30 жовтня гурт оголосив тур на 2022 рік під назвою «More D4ta». Перший концерт тріо відіграє 18 травня в місті Лейпциг.
9 лютого 2022 року музиканти анонсували, що новий альбом під назвою «More D4ta» вийде 13 травня на лейблі Monkeytown Records. Також цього дня гурт випустий перший реліз «Fast Land» та відео до нього.
Також стало відомо, що гурт вдруге виступить в Києві 26 червня 2022 року на території КВЦ "Парковий".

## Дискографія

### Альбоми
- Moderat (BPitch Control, травень 2009)
- II (Monkeytown Records, серпень 2013)
- III (Monkeytown Records, квітень 2016)
- More D4ta (Monkeytown Records, травень 2022)

### Сингли
- 2003: Auf Kosten der Gesundheit (BPitch Control)
- 2009: Seamonkey (BPitch Control)
- 2009: The Unofficial Mixes of Moderat Pt #1 (50Weapons)
- 2009: Rusty Nails (BPitch Control)
- 2009: A New Error (BPitch Control)
- 2013: Bad Kingdom (Monkeytown Records)
- 2014: Last Time (Monkeytown Records)
- 2016: Reminder (Monkeytown Records)
- 2022: Fast Land (Monkeytown Records)
- 2022: Easy Prey (Monkeytown Records)